# シカゴ大学ハリス・スクール・オブ・パブリック・ポリシー
シカゴ大学ハリス・スクール・オブ・パブリック・ポリシーは、米国イリノイ州シカゴにあるシカゴ大学の公共政策大学院であり、「ハリス・パブリック・ポリシー」とも呼ばれる。ハイドパークにある大学のメインキャンパスにある。学校名の由来は、1986年にハリススクールを設立した寄付をしたビジネスマンのアーヴィングB.ハリスである。政策研究と政策分析に加えて、学生は予備試験とコースを通して経済学と統計学を履修することが要件となっている。ハリス・スクール・オブ・パブリック・ポリシーは、ブース・ビジネス・スクール、ロー・スクール、社会サービス管理学部、および社会科学の大学院部門との共同学位を提供している。
2014年、ハリス・パブリック・ポリシーは、キャンパス拡張のために合計3250万ドルになる2つの寄付を受け取った。建築家エドワード・デュレル・ストーンによって設計されたかつての寮は、2019年にハリス・スクール・オブ・パブリック・ポリシーを収容するケラー・センターに改装され、名前も変更された。ケラーセンターのフォーラムは、講演者向け施設とオープンワークスペースの場を提供している。この学校は現在、米国の分析学校の中で4番目にランクされており、 RePEcによる経済学研究の分野で世界で3番目に優れた公共政策機関として位置づけられている。

## 歴史
ハリス・スクール・オブ・パブリック・ポリシーは、公共政策委員会とシカゴ大学政策研究センターが土台となっている。 1966年に設立された公共政策センターは研究センターであったため、学位を提供いなかった。センターは、公共政策の分野でフェローや会議を主催し、研究を発表しており、主に都市研究と都市ジャーナリズムだった。公共政策委員会は、政策研究に関心のある学生に修士号を提供するために設立された。さまざまな学部で雇用されている教授で構成された委員会は、1976年に、シカゴ大学内の他の大学院部から内部で応募した1年生の修士課程の学生の小グループにクラスを提供し始めた。委員会の長期的な経済的持続性は、公共政策における1年間の修士号の需要が少ないことや、そのような小さなプログラムに対する行政支援が弱いことなどの理由で疑問視された。次の3年間で、委員会は2年間の学位、共同BA / MA学位、および博士号の提供を開始したが、弱い行政支援と不安定な資金によってその存在は脅かされ続けていた。1986年、学部長の委員会は、委員会がより良い基金を確保し、大学院になるか、解散することを推奨した。当時、アーヴィング・ハリスは公共政策大学院を設立するために690万ドルを約束したが、この金額は後に1,000万ドルに引き上げられた。1988年、ハリス公共政策大学院は、シカゴ大学のNORCや原子力科学者会報などの関連会社と共有していた旧アメリカ法曹協会の建物に開設された。 2019年、ハリス・スクールは新しく改装されたケラーセンターに移転した。

## カリキュラム

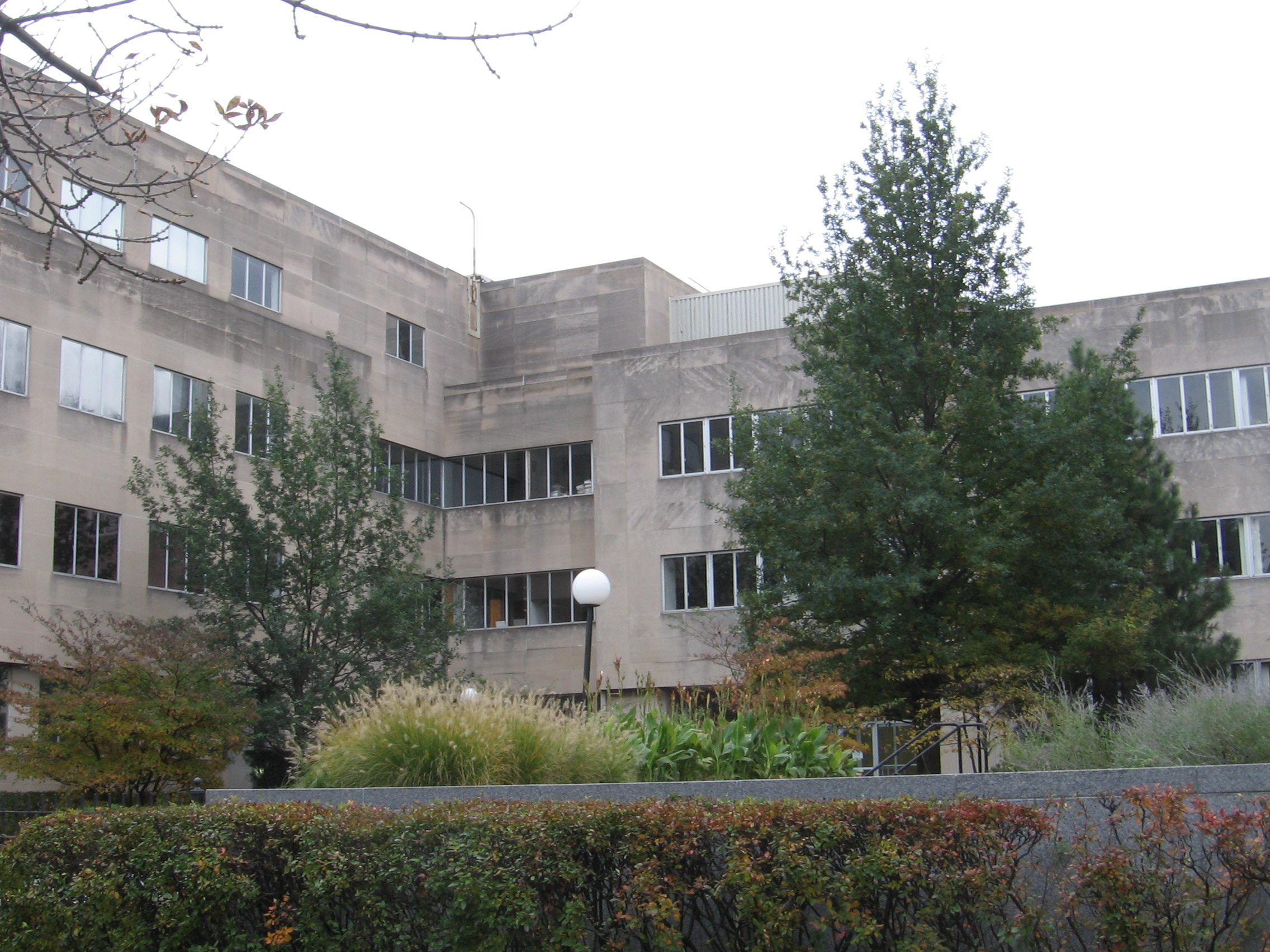
ハリス・パブリック・ポリシー本館

ハリス・パブリック・ポリシーは、以下のフルタイム修士号プログラムを提供している。
- 公共政策修士（MPP）、2年間のプログラム
- 計算分析と公共政策の理学修士（MS）、コンピュータサイエンス学科で提供される2年間のプログラム
- 環境科学と政策の理学修士（MS）、アルゴンヌ国立研究所が提供する2年間のプログラム
- 公共政策の修士号（MA）、9ヶ月のプログラム
- 公共政策の修士号（MA）とデータ分析の証明書、12か月のプログラム
- 公共政策の修士号（MA）と研究方法の証明書、15か月のプログラム

さらに、学校は公共政策の博士号プログラムも提供している。
ハリス・パブリック・ポリシーは、次の専門トラック証明書を発行している ：
- 世界的紛争
- 国際的開発
- 経済政策
- 健康政策
- 市財政
- 政策分析
- 政治キャンペーン
- 調査研究
- 健康管理
- グローバルヘルス
- 計算社会科学

## デュアル・ディグリー
ハリス・パブリック・ポリシーは、シカゴ大学内の他の大学院や学部と提携して、ジョイント/デュアル・ディグリーを提供している。
- MPP / MA –中東研究センターとの共同学位
- MPP/M.Div。 –ディビニティスクールとの共同学位
- MPP / MBA –ブース・ビジネス・スクールとの共同学位
- MPP / JD – ロー・スクールとの共同学位
- MPP / MA –社会サービス管理学部との共同学位
- MA / MA –国際関係に関するデュアル・ディグリー委員会（CIR）
- BA / MPP –学部教育に加えたプロフェッショナル・オプション・プログラム

## 連携プログラム
ハリス・パブリック・ポリシーは、国際機関との連携プログラムを運営している 。
- FundaçãoGetúlioVargas（ <i id="mwaA">GetúlioVargasFoundation</i> ） 、 Instituto de Desenvolvimento Educacional（<i id="mwag">教育開発研究所</i>）
- 中国人民大学ハンチン高等経済金融研究所
- リムリック大学ケミービジネススクール
- Consejo Nacional de CienciayTecnología（<i id="mwcg">メキシコ合衆国科学技術評議会</i>）
- 延世大学
- 外務省（トルコ）戦略研究センター（SAM）

## 学部長
次の教授は、ハリス公共政策大学院の学部長を務めた。
- ロバートT.マイケル（1989-1994-創設学部長、1998-2002）
- ドン・L・コースリー（1996–1998）
- スーザンE.メイヤー（2002–2009）
- Colm O'Muircheartaigh（2009–2014）
- ダニエル・ディアマイアー（2014–2016）
- カーウィン・チャールズ（暫定学部長2016-2017）
- キャサリン・ベイカー（2017–現在）

## 著名な教員
- ジェームズ・J・ヘックマン–ノーベル賞を受賞したエコノミスト、ヘンリー・シュルツ特別サービス教授、人間開発経済学センター所長
- Roger Myerson –ノーベル賞を受賞したエコノミスト兼ゲーム理論家、David L. Pearson Distinguished Service Professor of Global Conflict Studies
- Michael Kremer –ノーベル賞を受賞した開発経済学者、大学教授、開発イノベーションラボのディレクター。
- ウィリアムG.ハウエル–アメリカ政治のシドニースタイン教授。効果的な政府のためのセンターのディレクター;政治学部長
- デビッドO.メルツァー–健康社会科学センターの所長、臨床および翻訳科学委員会の委員長
- トーマス・J・フィリップソン–ダニエル・レビンハリス公共政策大学院公共政策研究教授。経済学部准教授
- Robert Rosner – William E. Wrather天文学天体物理学科、およびEnricoFermiInstituteの著名なサービス教授
- クリス・ブラットマン–ラマリー・E・ピアソン教授であり、世界的な紛争の研究と解決のためのピアソン研究所のメンバー
- ジェイムズA.ロビンソン–英国の経済学者および政治学者。ハリス公共政策大学院の大学教授
- イェンス・ルートヴィヒ–マコーミック財団、社会サービス行政、法、公共政策の教授
- ダンA.ブラック–全国世論調査センターの副学部長兼教授、シニアフェロー
- スティーブン・ラウデンブッシュ–ルイス・セブリング社会学部および大学教授。教育委員会委員長
- コンスタンチンソニン–ジョンデューイ特別サービス教授
- スティーブン・デュルラウフ–経済学者および公共政策と教育の教授
- スーザンメイヤー–社会学者であり、貧困と教育に関する本を書いた元ハリススクールディーン
- アリエル・カリル-子育てラボで行動の洞察を共同監督する行動経済学者および著者
- デイモン・ジョーンズ-行動経済学者および人種的不平等の専門家